# Lewis Morris Rutherfurd

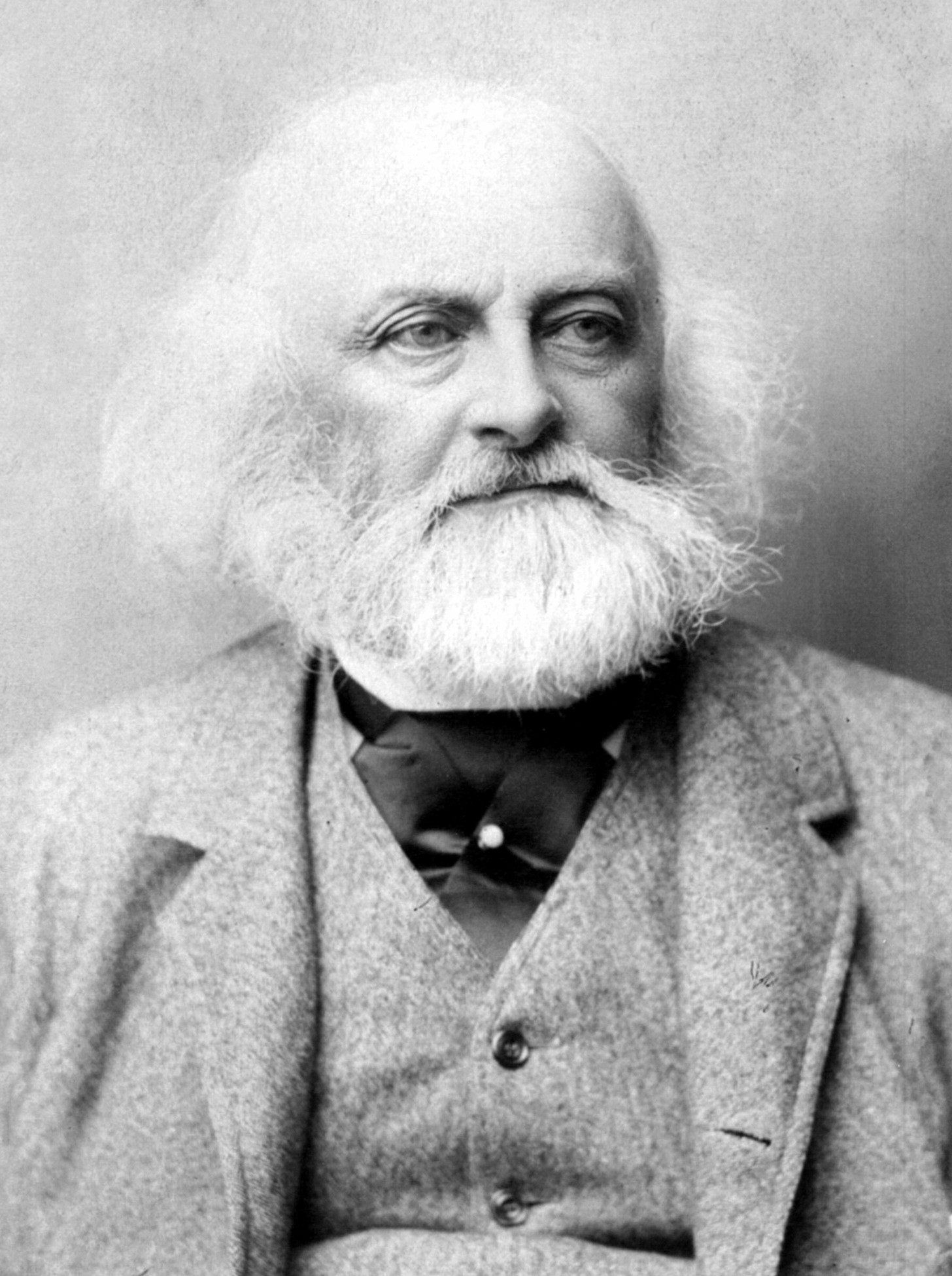
Lewis Morris Rutherfurd

Lewis Morris Rutherfurd (* 25. November 1816 in Morrisania, New York; † 30. Mai 1892 in Tranquility, New Jersey) war ein US-amerikanischer Astrophysiker. Er war ein Pionier in der Himmelsfotografie.
Er kam in Morrisania, New York, als Sohn von Robert Walter Rutherfurd und Sabina Morris zur Welt und war der Enkel des US-Senators John Rutherfurd. Er absolvierte 1834 das Williams College in Massachusetts und arbeitete ab 1837 als Anwalt mit William H. Steward in Auburn. In diesem Jahr erhielt er auch seine Anwaltszulassung vor Gericht. Am 22. Juli 1841 heiratete er Margaret Chanler. 1842 wurde sein Sohn Stuyvesant Rutherford geboren.
1849 brach er sein Jurastudium ab, um seiner Freizeitbeschäftigung, den Naturwissenschaften und genauer der Astronomie, volle Aufmerksamkeit zu widmen. Er leistete Pionierarbeit auf dem Gebiet der Spektralanalyse und experimentierte im Bereich der Himmelsfotografie. Er konstruierte Instrumente speziell für seine Studien, zum Beispiel das Mikrometer für genau abgemessene Fotografien, eine Maschine, die verbesserte Lichtbeugungsgitter produziert, und das erste speziell für die Astrofotografie geschaffene Teleskop.
Mit seinen Instrumenten schuf er eine hochwertige Aufnahmensammlung von Sonne, Mond, den Planeten des Sonnensystems sowie Sternen bis zur fünften Größenklasse und Sterngruppen. 1862 begann er mit spektroskopischen Studien mit Hilfe seines neuen Lichtbeugungsgitters. Er erarbeitete unterschiedliche Kategorien von Spektralklassen von Sternen, die Angelo Secchi 1867 erweiterte und zu einem Set von vier Sternenklassen ausbaute.
Von 1858 bis 1884 diente Rutherfurd als Kurator der Columbia University und vermachte seine Fotografien dieser Institution. 1885 wurde er als Delegierter zur International Meridian Conference berufen. Er war 1863 eins der Gründungsmitglieder der National Academy of Sciences und Teilhaber der Royal Astronomical Society. 1865 wurde er in die American Academy of Arts and Sciences gewählt.
Ab 1887 verschlechterte sich seine Gesundheit rapide, 1892 starb er.
Der Mondkrater Rutherfurd ist nach ihm benannt.